# Soosiella
Soosiella is een monotypisch geslacht van schimmels behorend tot de familie Hyphodiscaceae. Het bevat alleen Soosiella minima.